# Acaciella elongata
Acaciella elongata är en ärtväxtart som beskrevs av Nathaniel Lord Britton och Joseph Nelson Rose. Acaciella elongata ingår i släktet Acaciella och familjen ärtväxter. Inga underarter finns listade i Catalogue of Life.